# Sindre Bjørnestad Skar
Sindre Bjørnestad Skar, född 22 januari 1992, är en norsk längdskidåkare som debuterade i världscupen den 20 februari 2011 i Drammen, Norge. Sin första världscupseger vann han i sprint den 14 januari 2017 i Toblach, Italien.
Vid juniorvärldsmästerskapen i nordisk skidsport 2011 vann Skar två guldmedaljer.